# Christine Scheiblich
Christine Scheiblich, née le 31 décembre 1954 à Wilsdruff, est une rameuse d'aviron allemande ayant concouru pour l'Allemagne de l'Est. 

## Carrière
Aux Jeux olympiques de 1976 à Montréal, Christine Scheiblich est sacrée championne olympique de skiff.
Elle est aussi championne du monde de skiff en 1974, 1975, 1977 et 1978.

## Vie privée
Elle est mariée au champion du monde de luge Ulrich Hahn.